# Gyrinus opacus
Gyrinus opacus är en skalbaggsart som beskrevs av Sahlberg. Gyrinus opacus ingår i släktet Gyrinus och familjen virvelbaggar. Arten är reproducerande i Sverige. Inga underarter finns listade i Catalogue of Life.

## Bildgalleri

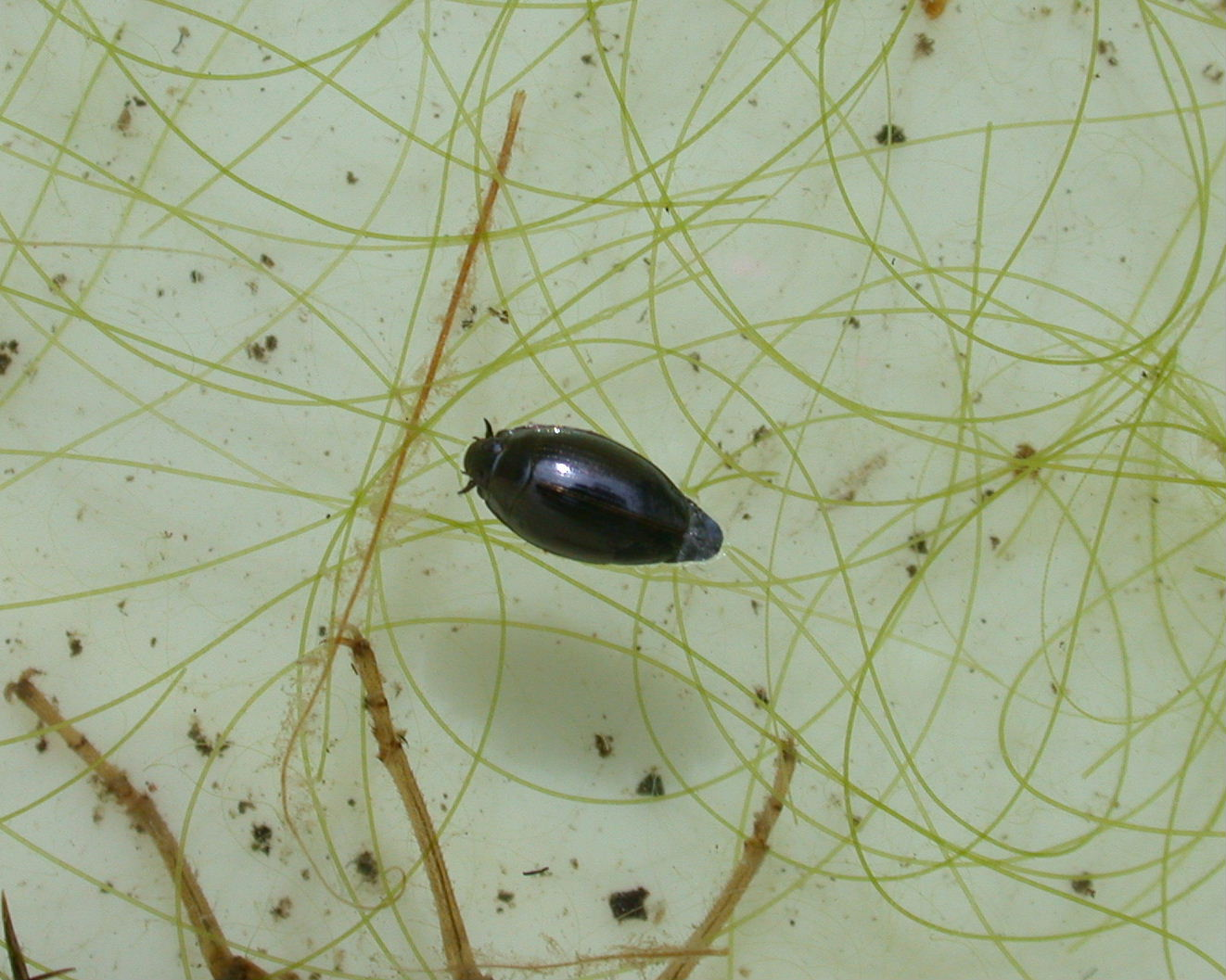
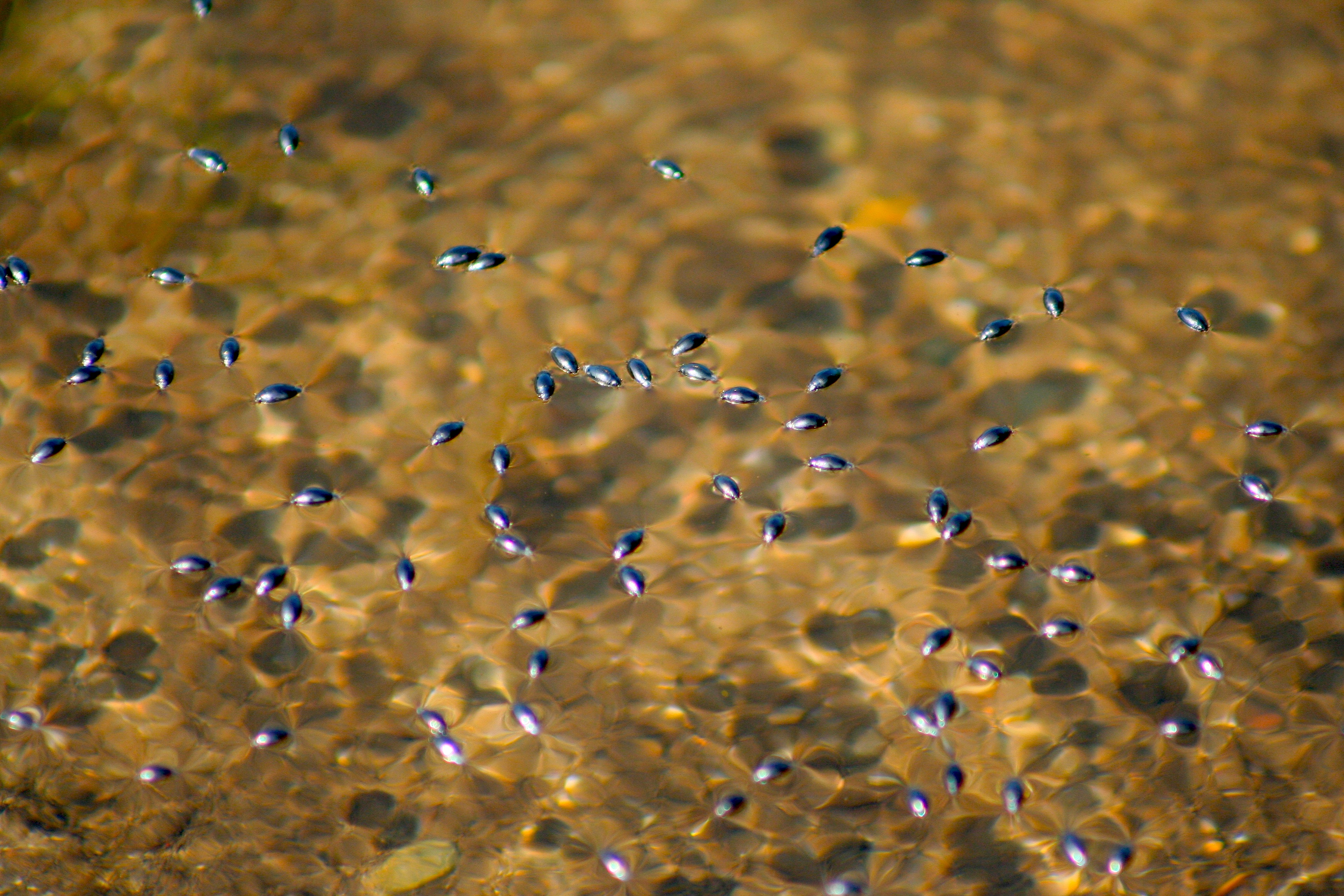
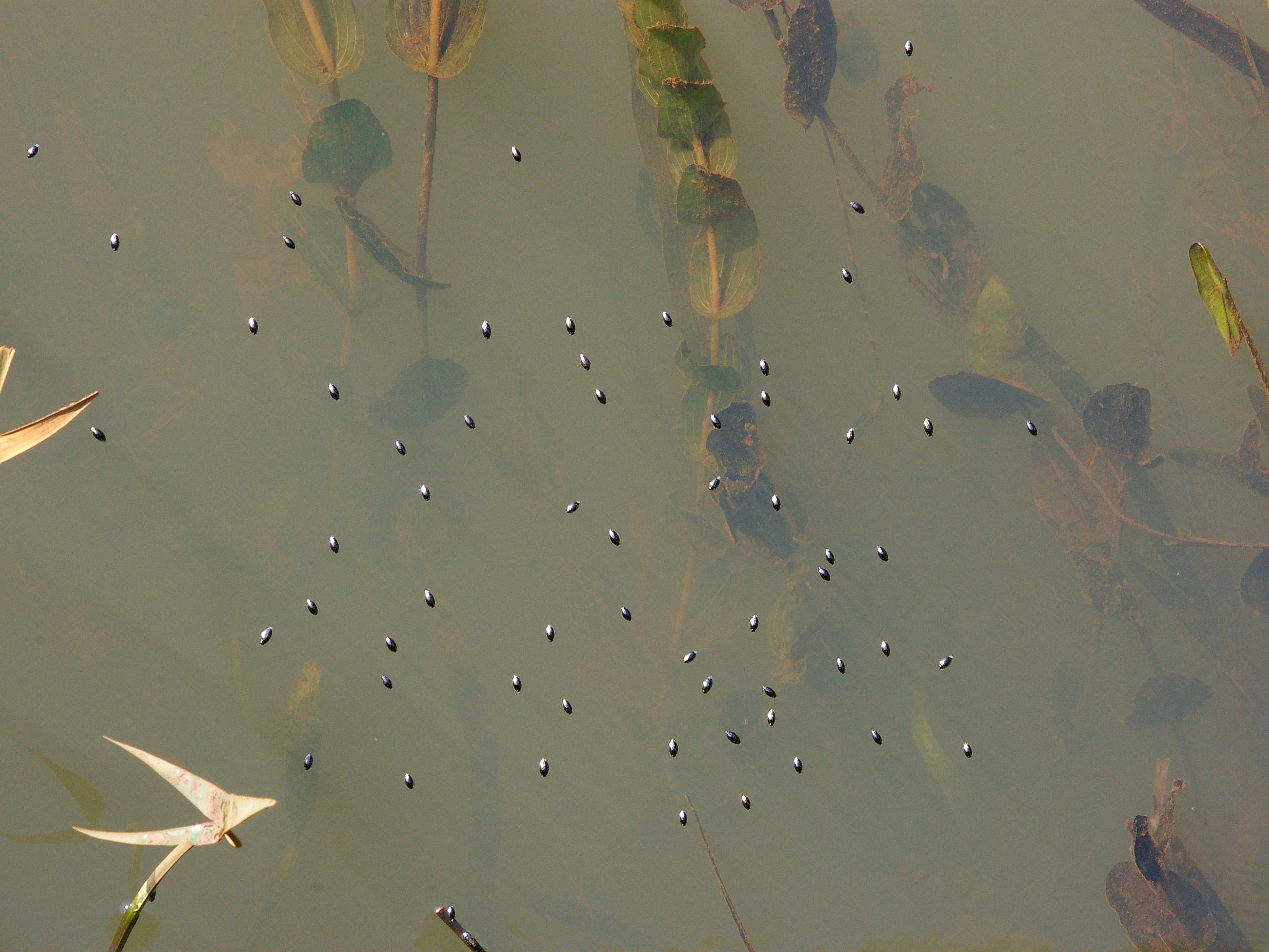
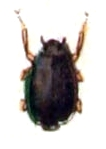